# Lethe eurydice
Lethe eurydice är en fjärilsart som beskrevs av Carl von Linné 1763. Lethe eurydice ingår i släktet Lethe och familjen praktfjärilar. Inga underarter finns listade i Catalogue of Life.